# Germán Alcarazu
Germán Alcarazu (Bilbao, 1997) è un attore spagnolo.

## Biografia
Germán Alcarazu è nato a Bilbao nel 1997.
Ha esordito come attore nel 2014 recitando come protagonista nel film A escondidas. Da allora ha recitato nei film El doble más quince (2019) e 42 segundos (2022) e in diverse serie televisive come La zona, Le ragazze del centralino, Caronte, Riders e Días mejores.

## Filmografia

### Cinema
- A escondidas, regia di Mikel Rueda (2014)
- Bilbao-Bizkaia Ext: Día, regia di registi vari - cortometraggio (2015)
- Caminan, regia di Mikel Rueda - cortometraggio (2016)
- Tarde para el recreo, regia di Pablo Malo - cortometraggio (2017)
- El doble más quince, regia di Mikel Rueda (2019)
- Riders: La Película, regia di Beatriz Abad (2021)
- Por qué no me gusta el helado de fresa, regia di Inés Pintor e Pablo Santidrián - cortometraggio (2022)
- 42 segundos, regia di Àlex Murrull e Dani de la Orden (2022)

### Televisione
- La zona – serie TV, 2 episodi (2017)
- Hospital Valle Norte – serie TV, 1 episodio (2019)
- Le ragazze del centralino (Las chicas del cable) – serie TV, 1 episodio (2019)
- Sparita nel nulla (Perdida) – serie TV, 4 episodi (2020)
- Caronte – serie TV, 2 episodi (2020)
- Alardea, regia di David Pérez Sañudo – miniserie TV (2020)
- Riders – serie TV, 7 episodi (2021)
- De Madrid al suelo – serie TV (2021)
- Días mejores – serie TV, 5 episodi (2022)